# Pré-Caju
Pré-Caju é uma das micaretas mais populares do Brasil, realizada na cidade de Aracaju-SE, reúne ritmos como axé, forró, samba, entre outros. O evento acontece na orla de Atalaia em 3 dias, na Avenida Santos Dumont, com o desfile de blocos e trios.Criado no ano de 1992, já foi considerado a maior prévia carnavalesca do país, chegando a reunir mais de 300 mil pessoas por noite. A última edição aconteceu em 2014.
O Pré-Caju, carinhosamente chamado de Precas, está de volta. E você vai sentir toda essa energia na avenida.
Em sua história de sucesso, contabiliza a realização de shows inesquecíveis, como de Roberto Carlos, Roupa Nova, Maria Betânia, Vanessa da Mata, Paralamas do Sucesso, Legião Urbana, A-ha, Júlio Iglesias e Tim Maia.

## História
O Pré-Caju foi criado em 1992 pelo jovem empresário Fabiano Oliveira. Tudo começou com a festa “Suas Férias Com Amor”, um evento com camisa e trio puxado pela banda Asa de Águia, com saída da orla de Atalaia e chegada na antiga Casa de Espetáculos Augustu’s.
A festa deu tão certo que no ano seguinte mais duas bandas participaram, tendo início então o Pré-Caju com os blocos Com Amor trazendo a banda Asa de Águia, Brilho com a banda Brilho e o bloco Papagaios com a banda Cheiro de Amor. Também nesse ano o Pré-Caju foi incluído oficialmente no calendário turístico e cultural da cidade de Aracaju, através da Lei Municipal nº 1985 de 21 de maio de 1993.
Em 1994, a festa cresceu mais ainda. Entraram os blocos Bora Bora, Fascinação, Dino, Gula, Eva, Tricolor da Vila, entre outros. A festa tinha abertura no domingo com os blocos das crianças e continuava de quarta-feira até domingo com os desfiles dos blocos alternativos e oficiais, totalizando nove trios por noite, além dos trios e bandas que puxavam a pipoca. Nessa época e por cinco anos consecutivos, o Pré-Caju foi eleito pela crítica especializa e pelos foliões em geral como maior e melhor prévia carnavalesca do Brasil, sendo considerado um evento “Hours Concurs” no gênero.
Em 1996, a ASBT foi reconhecida como entidade gestora e organizadora do Pré-Caju através da Lei Municipal nº 2.465 de 25 de novembro de 1996. Depois disso, a mesma foi agraciada com o Certificado de Utilidade Pública Estadual por meio da Lei nº 2.503 de 7 de julho de 1997.
Em 2015, o evento não foi realizado por falta de patrocínio, mas seus organizadores planejavam realizá-lo em 2016 e criar o que seria a Cidade da Folia, no dia 28 de janeiro de 2020 foi cogitado a volta do pré-caju nos dias 10 e 11 de outubro.
Em agosto de 2022, o então organizador do evento, Fabiano Oliveira, anuncia seu retorno. Dessa vez os trios e blocos desfilam na Orla da Cidade de Aracaju, partindo da Passarela do Carangueijo em direção ao novo Farol. Serão 3 dias de festa, entre os dias 05 e 07 de novembro, sendo que no primeiro dia a festa será realizada em um espaço fechado, o Camarote Aju, nos outros dias acontece o desfile dos blocos.
Atualmente a festa é a única Mireta genuinamente de rua, as demais são em formato indoor e sem participação do chamado folião "pipoca".

## Blocos e Atrações em 2023
- Bloco Ô Baiuno - Saulo Fernandes
- Bloco Village - Ivete Sangalo
- Bloco Vumbora! - Bell Marques
- Bloco Vem Com o Gigante - Leo Santana
- Bloco Fissura - Tomate
- Bloco Largadinho - Claudia Leitte
- Bloco Daquele Jeito - Xanddy